# Рингпарк
Ри́нгпарк (нем. Ringpark) — парк в районе Старого города (Altstadt), в Вюрцбурге в северо-западной части земли Баварии, Германия.
Проектировался на месте гласиса, на свободном поле перед городской стеной по инициативе тогдашнего бургомистра Георга Цюрна и шведского специалиста по садово-парковой архитектуре Ёнса Персона Линдаля. Был построен с 1878 по 1896 год. Энгельберт Штурм, преемник Линдаля, как главного садовника Вюрцбурга, оформлял район «Маленькая Ницца» (Klein-Nizza), пруд и цветочный ландшафт вдоль укрепления придворного сада. Дизайн парка был полностью завершён в 1900 году.
Парк тянется полукругом вокруг старой части города по берегу реки Майн от моста Согласия (Friedensbrücke) до моста Людвига (Ludwigsbrücke), называемого также Львиный мост (Löwenbrücke). Парк имеет длину 3,3 км и ширину до 240 м. Прерывается Главным вокзалом Вюрцбурга и Берлинской площадью (Berliner Platz), граничит с Главным кладбищем и придворным садом Вюрцбургской резиденции, от которой парк отделён частью бывших стен укрепления.
Парк в стиле английского садового пейзажа является одним из немногих хорошо сохранившихся до сих пор парков Германии конца 19-го века, в котором растут более чем 300 различных домашних и экзотических пород деревьев. Является также одним из самых биологически разнообразных парков Европы. Уникальные и экзотические виды деревьев обозначены табличками с указанием их названий на немецком языке и по латыни. Также в парке можно увидеть многочисленные памятники и фонтаны.
В Маленькой Ницце каждый год в августе проводится праздник Рингпарка. Организатором этого гражданского праздника с концертной программой на маленькой уютной сцене, музыкальными номерами и программой для детей является город Вюрцбург.